# دایکین

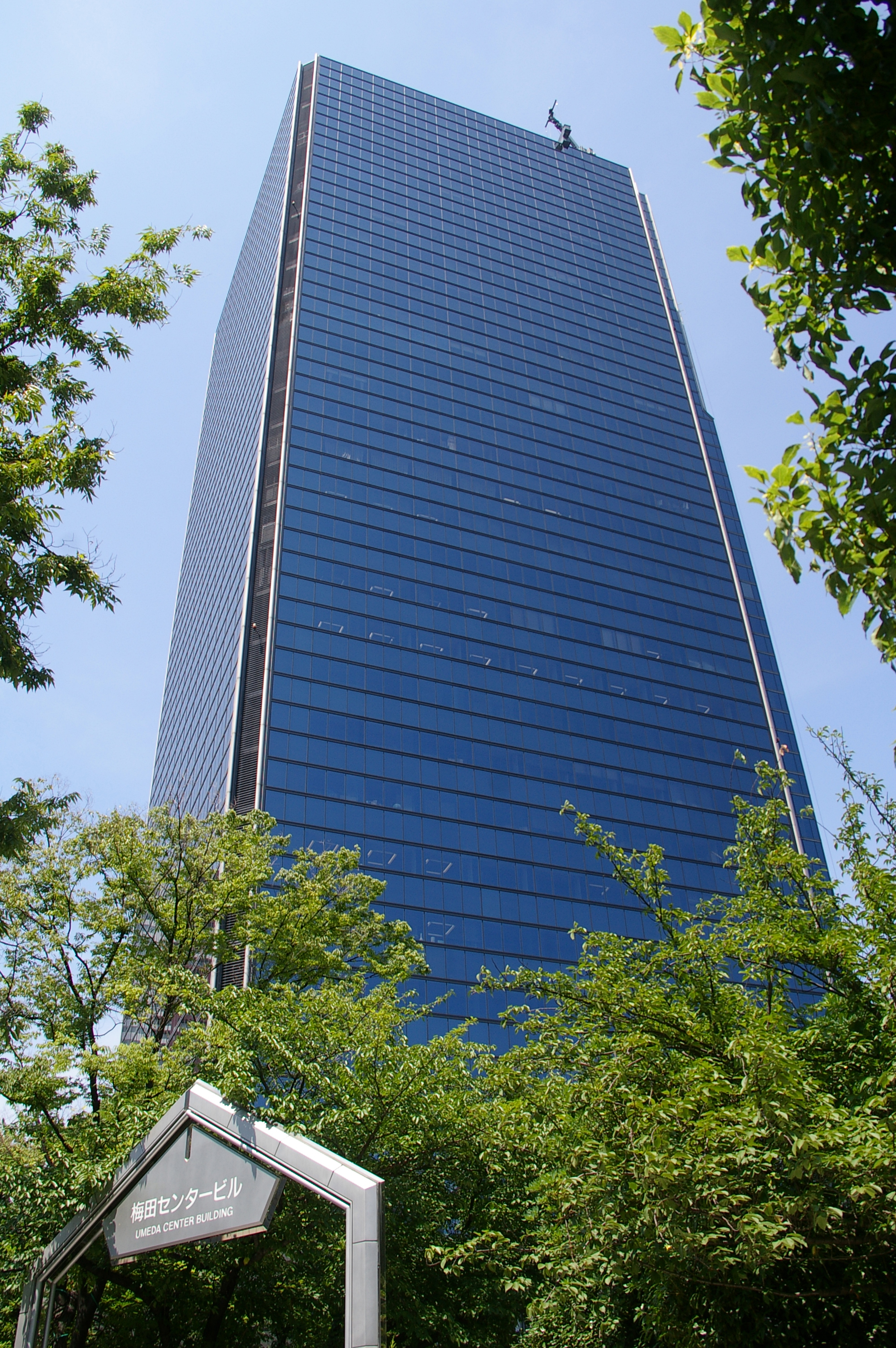
ساختمان دفتر مرکزی دایکین

دایکین (به ژاپنی: ダイキン工業) شرکت الکترونیک ژاپنی و چندملیتی است، که در زمینه طراحی و تولید دستگاه‌های تهویه مطبوع، سیستم‌های اچ‌وی‌ای‌سی، تولید مواد شیمیایی، نیم‌رساناها، همچنین ارائه خدمات ترابری و خدمات پس از فروش فعالیت می‌کند.
شرکت دایکین در سال ۱۹۲۴ آکیرا یامادا تأسیس شد و در سال ۱۹۵۳ برای نخستین بار اقدام به ساخت و تولید کولرهای دو تکه (اسپیلت) نمود، که تحول بزرگی در طراحی دستگاه‌های سرمایشی ایجاد نمود.
شرکت دایکین مخترع سیستم‌های کولر گازی چند پنلی VRV :Variable Refrigerant Volume نام خود را به عنوان یکی از بزرگترین، شرکت‌های تهویه مطبوع در جهان ماندگار کرد.
در سال 2006 میلادی، کمپانی دایکین، شرکت McQuay را به ارزش تقریبی 3 میلیارد دلار خریداری و در سال 2012 شرکت Goodman را به ارزش تقریبی 4 میلیارد دلار مشارکت نمود و از سال 2013 تا سال 2016 به عنوان پر فروش‌ترین برند تهویه مطبوع جهان قرار دارد. Daikin هم‌اکنون از پیشتازان صنعت اسپلیت و وی آر وی می‌باشد.
کشورهای چین، مالزی، بلژیک، جمهوری چک و کانادا میزبان بزرگترین خط تولیدهای این کمپانی چند ملیتی می‌باشند که عمده محصولاتش در چین تولید می‌گردد.
دفتر مرکزی در شهر اوساکا، ژاپن قرار دارد و سهام آن در بازارهای بورس اوساکا و بورس توکیو معامله می‌شود.